# Flicker (альбом)
Flicker — дебютный студийный альбом ирландского певца и автора-исполнителя Найла Хорана (одного из участников англо-ирландской группы One Direction), выпущен 20 октября 2017 года. Сразу в первую неделю релиза достиг первого места в хит-парадах США, Канады, Ирландии и третьего в Великобритании.

## Об альбоме
Благодаря дебюту альбома Flicker на первом месте в США, группа One Direction стала второй в истории поп-музыки после The Beatles, в которой каждые из трёх членов имели сольные чарттопперы. Хоран сделал это третьим по счёту после своих коллег из One Direction. Первым был бывший член группы Zayn (альбом Mind of Mine, № 1 в 2016), а вторым был Гарри Стайлз (альбом Harry Styles стал № 1 в 2017). У британской четвёрки это сделали Джордж Харрисон (два альбома на позиции № 1), Джон Леннон (три сольника на № 1) и Пол Маккартни (шесть чарттопперов, включая сольники и вместе с Wings).
В первую неделю релиза альбома Хоран выступил на нескольких теле-шоу, включая такие как The Ellen DeGeneres Show (20 октября), Jimmy Kimmel Live! (ABC, 23 октября) и Today (NBC, 26 октября).
| Совокупная оценка | Совокупная оценка |
| Источник          | Оценка            |
| ----------------- | ----------------- |
| Metacritic        | 64/100            |
| Оценки критиков   |                   |
| Источник          | Оценка            |
| AllMusic          | [ 3 ]             |
| The Guardian      | [ 4 ]             |
| The Independent   | [ 5 ]             |
| The Irish Times   | [ 6 ]             |
| NME               | [ 7 ]             |
| The Telegraph     | [ 8 ]             |

Flicker получил смешанные отзывы музыкальных критиков и интернет-изданий: Metacritic (64 из 100), AllMusic,  The Guardian, NME.

## Список композиций
| №                   | Название                               | Автор(ы)                                                           | Продюсеры                                   | Длительность |
| ------------------- | -------------------------------------- | ------------------------------------------------------------------ | ------------------------------------------- | ------------ |
| 1.                  | «On the Loose»                         | Niall Horan Julian Bunetta John Ryan                               | Bunetta                                     | 3:43         |
| 2.                  | «This Town»                            | Horan Jamie Scott Mike Needle Daniel Bryer                         | Greg Kurstin                                | 3:52         |
| 3.                  | «Seeing Blind» (вместе с Maren Morris) | Horan Ruth-Anne Cunningham Matthew Smith Radosevich                | Jacquire King                               | 3:05         |
| 4.                  | «Slow Hands»                           | Horan Alexander Izquierdo Ryan Bunetta Cunningham Tobias Jesso Jr. | Bunetta AFTERHRS [a] Mark "Spike" Stent [a] | 3:07         |
| 5.                  | «Too Much to Ask»                      | Horan Scott                                                        | Kurstin                                     | 3:43         |
| 6.                  | «Paper Houses»                         | Horan Iain Archer                                                  | King                                        | 3:34         |
| 7.                  | «Since We're Alone»                    | Horan Greg Kurstin Dan Wilson Cunningham                           | Kurstin                                     | 4:02         |
| 8.                  | «Flicker»                              | Horan Bunetta Ryan                                                 | King                                        | 4:18         |
| 9.                  | «Fire Away»                            | Horan Bunetta Ryan Cunningham                                      | Bunetta                                     | 3:26         |
| 10.                 | «You and Me»                           | Horan Radosevich Cunningham                                        | King                                        | 3:04         |
| Общая длительность: | Общая длительность:                    | Общая длительность:                                                | Общая длительность:                         | 35:54        |

| №                   | Название            | Автор(ы)                                            | Продюсеры           | Длительность |
| ------------------- | ------------------- | --------------------------------------------------- | ------------------- | ------------ |
| 11.                 | «On My Own»         | Horan Ed Drewett Tom Barnes Peter Kelleher Ben Kohn | TMS                 | 4:00         |
| 12.                 | «Mirrors»           | Horan Scott Needle Bryer                            | Bunetta AFTERHRS    | 3:38         |
| 13.                 | «The Tide»          | Horan Bunetta Ryan                                  | King                | 3:20         |
| Общая длительность: | Общая длительность: | Общая длительность:                                 | Общая длительность: | 46:52        |

| №   | Название                  | Длительность |
| --- | ------------------------- | ------------ |
| 14. | «Flicker» (acoustic)      |              |
| 15. | «On the Loose» (acoustic) |              |

| №  | Название                        | Длительность |
| -- | ------------------------------- | ------------ |
| 1. | «This Town» (music video)       |              |
| 2. | «Slow Hands» (music video)      |              |
| 3. | «Too Much to Ask» (music video) |              |
| 4. | «Japan Trip Behind the Scenes»  |              |
| 5. | «Interview»                     |              |

Замечания
- ↑  дополнительный продюсер

## Чарты
| Чарт (2017)                              | Высшая позиция |
| ---------------------------------------- | -------------- |
| Argentine Albums (CAPIF)                 | 3              |
| Australian Albums (ARIA)                 | 2              |
| Австрия (Ö3 Austria)                     | 6              |
| Бельгия/Фландрия (Ultratop)              | 5              |
| Бельгия/Валлония (Ultratop)              | 15             |
| Канада (Canadian Albums Chart)           | 1              |
| Дания (Hitlisten)                        | 4              |
| Нидерланды (Album Top 100)               | 1              |
| Финляндия (Suomen virallinen lista)      | 6              |
| Франция (SNEP)                           | 18             |
| Германия (Offizielle Top 100)            | 8              |
| Irish Albums (IRMA)                      | 1              |
| Italian Albums (FIMI)                    | 2              |
| New Zealand Albums (RMNZ)                | 3              |
| Норвегия (VG-lista)                      | 4              |
| Польша (ZPAV)                            | 6              |
| Португалия (AFP)                         | 2              |
| Шотландия (Scottish Albums Chart)        | 3              |
| South Korean International Albums (Gaon) | 1              |
| Швеция (Sverigetopplistan)               | 5              |
| Швейцария (Schweizer Hitparade)          | 11             |
| Великобритания (UK Albums Chart)         | 3              |
| US Billboard 200                         | 1              |

## Сертификации
| Регион | Сертификация | Продажи |
| --- | ------------ | ------- |
| Канада (Music Canada) | Золотой      | 40 000  |
| Ирландия (IRMA) | Золотой      | 7500^   |
| * Данные о продажах приведены только на основе сертификации. · ^ Данные о тиражах приведены только на основе сертификации. · Данные о продажах + прослушиваниях приведены только на основе сертификации. |              |         |